# 徐善 (明朝曲家)
徐善（1631年—1690年），字敬可，号谷，又号冷然子。浙江秀水（今嘉兴）人。
崇祯四年（1631年）出生。祖父徐必达，登万历二十年（1592年）进士，官至兵部右侍郎。父徐世淳於崇祯十三年（1640年）知随州，崇禎十四年三月，张献忠來犯，城破被殺，徐善當時年僅十一歲。入清後，闭户读书，精於易學。康熙二十一年入京师，成為徐乾学門客，曾参修《明史》，参纂《大清一统志》。能诗善曲，今存小令《朝天子·送融谷宰来宾》，此曲作於康熙二十三年沈皞日赴任来宾知县，同作還有龚翔麟、洪昇。康熙二十九年（1690年）卒。门人私谥为孝靖先生。著有《春秋地名考》。